# Landgoederen Oldenzaal
Landgoederen Oldenzaal is een Natura 2000-gebied in de Nederlandse provincie Overijssel en ligt aan de voet van de stuwwal van Oldenzaal tussen Oldenzaal, Losser en De Lutte.

Het Natura 2000-gebied bestaat uit drie afzondelijke gebieden met boscomplexen met goed ontwikkelde bron- en beekbegeleidende bossen, en kleinschalig houtwallenlandschap met (vochtige) graslanden en akkers. Het meest zuidelijke stuk sluit aan op het Natura 2000-gebied Dinkelland.
De deelgebieden van het Boerskotten worden doorsneden door de A1 maar werden weer met elkaar verbonden door de aanleg van een ecopassage. Dit was in 1992 het derde ecoduct in Nederland. Het werd in 2020 aangepast ter bescherming van kleine amfibieën waaronder de kamsalamander.

## Afbeeldingen

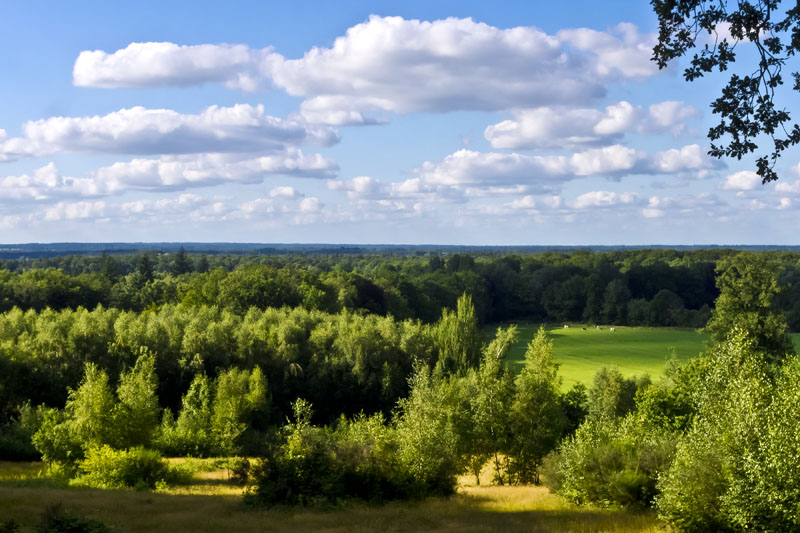
uitzicht vanaf de Tankenberg
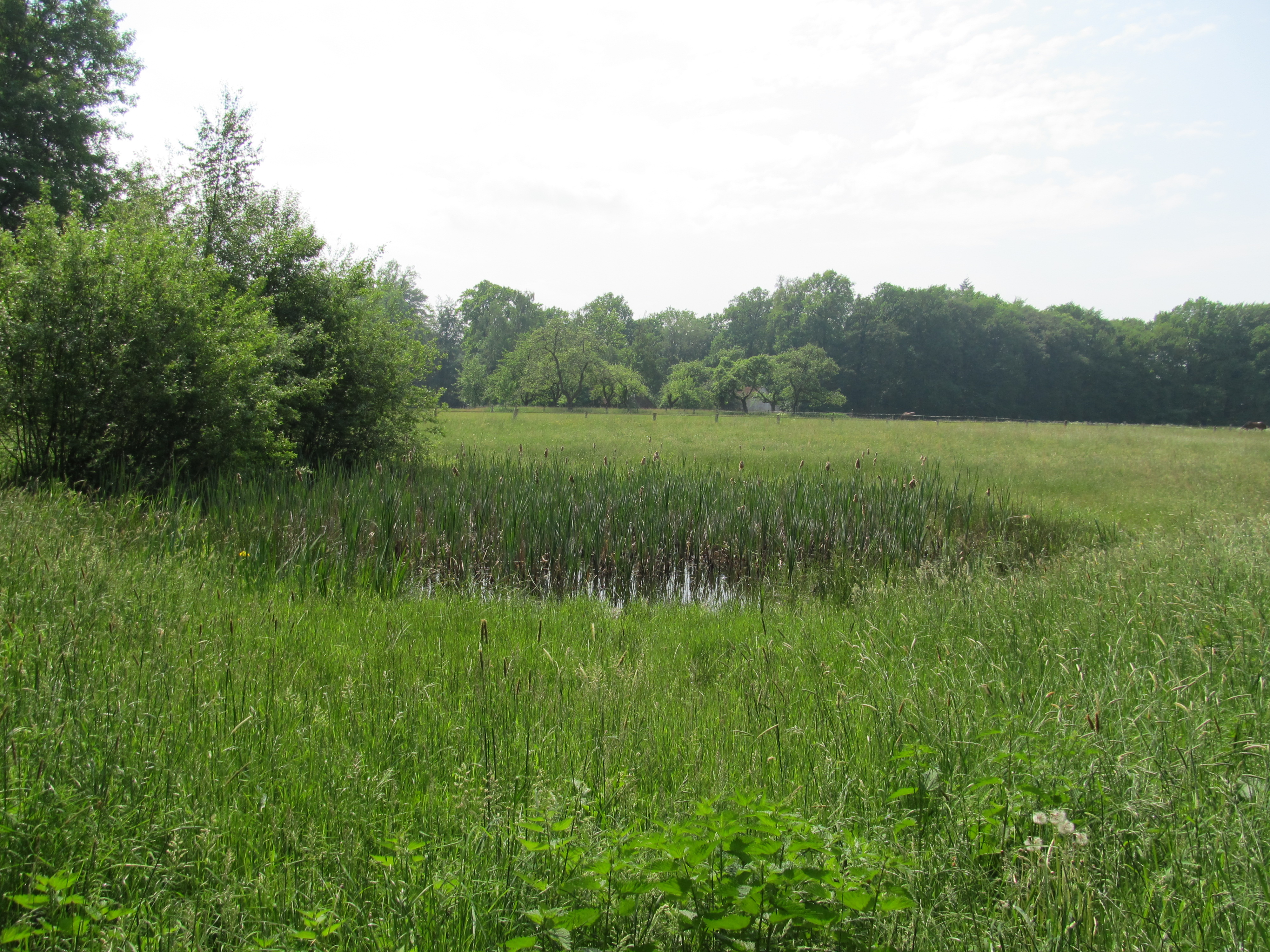
poel in Landgoed Egheria
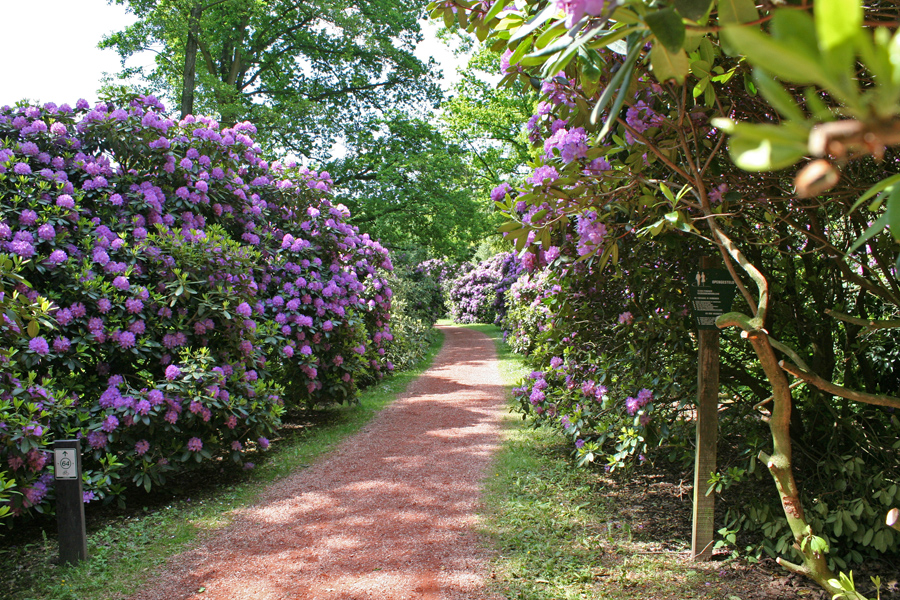
Rhododendronlaan bij Oldenzaal
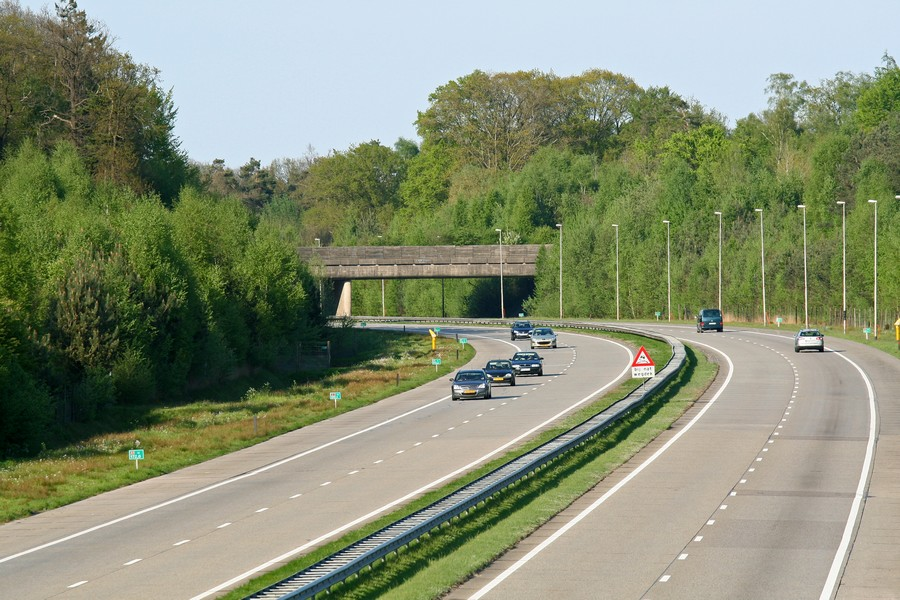
ecoduct Boerskotten
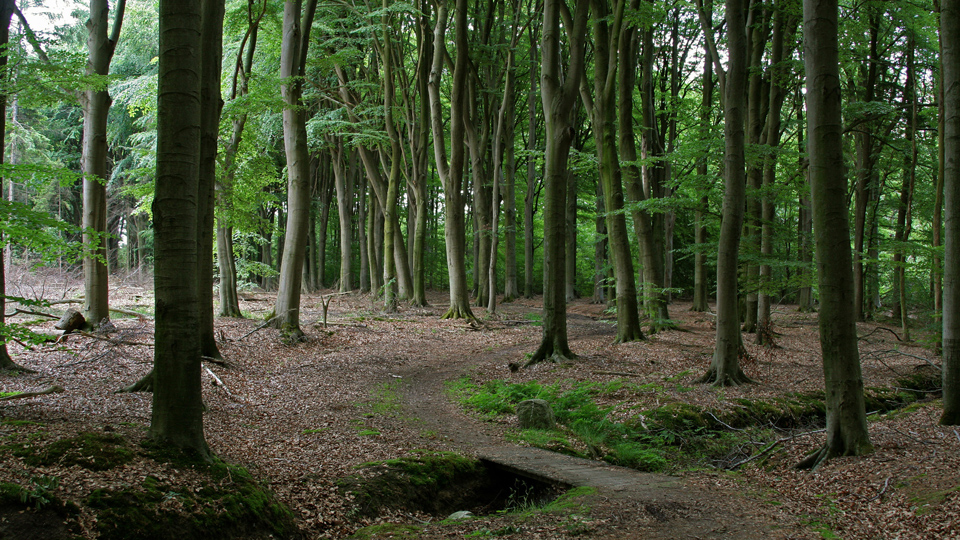
Boerskotten
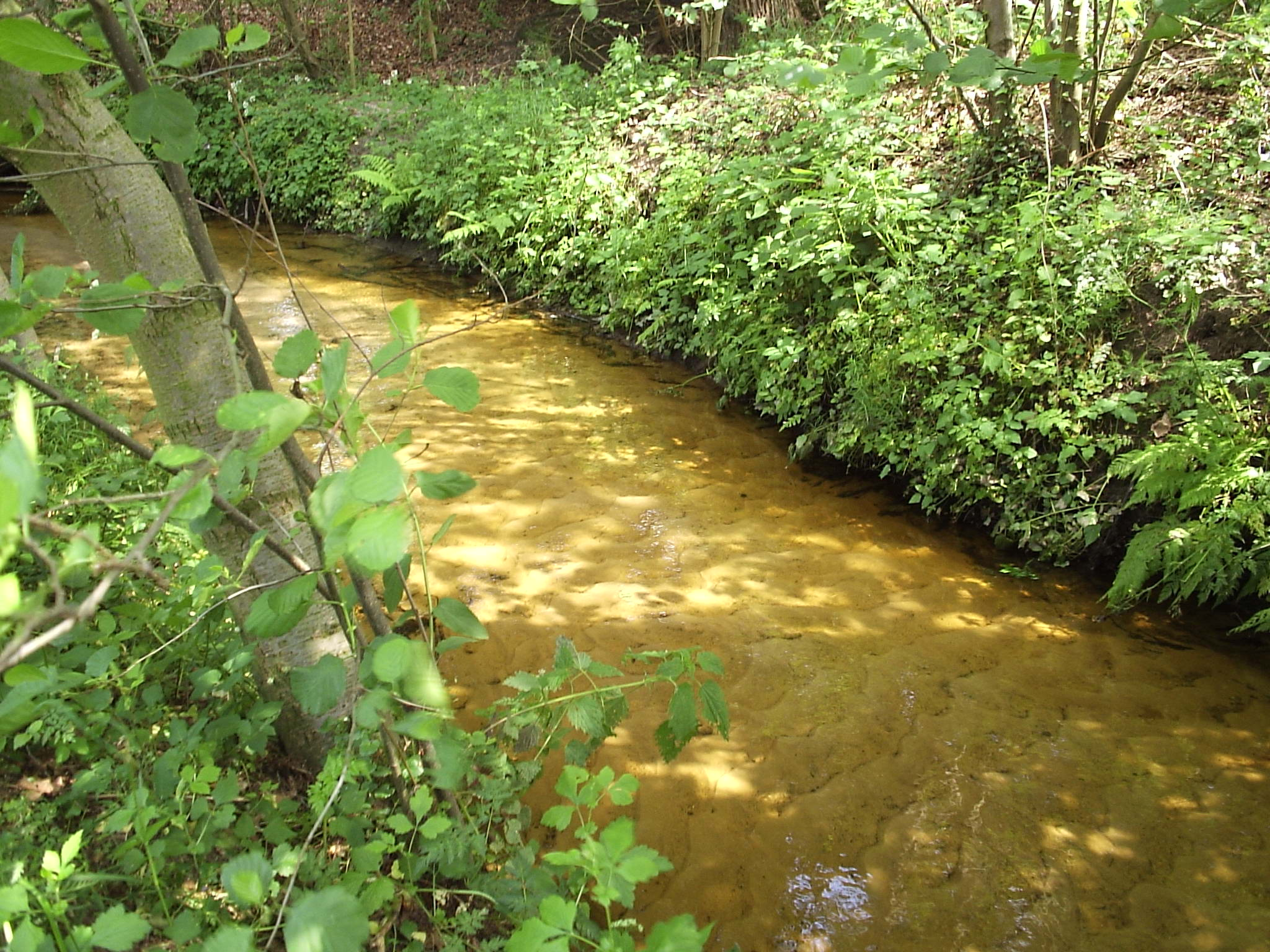
Snoeyinksbeek, de Lutte